# 霍普·華納
霍普·華納（英語：Hope Warner，2001年9月19日—），英格蘭女子羽毛球運動員。

## 簡歷
2017年1月，霍普·華納分別與格蕾絲·金以及史蒂文·斯托伍德合作出戰冰島羽毛球國際賽女子雙打和混合雙打項目，在女子雙打決賽中以0比2的成績（6-21、16-21）不敵馬來西亞選手謝沂逾/翁丽莲組合，屈居亞軍。在混合雙打決賽中以1比2的成績（21-19、16-21、11-21）不敵隊友卡勒姆·亨明/劉飛騰組合，同樣屈居亞軍。

## 主要比賽成績
只列出曾進入準決賽的國際賽事成績：
| 年份   | 賽事                 | 公開賽級別 | 項目     | 拍檔            | 成績   |
| ------ | -------------------- | ---------- | -------- | --------------- | ------ |
| 2017年 | 冰島羽毛球國際賽     | 國際系列賽 | 女子雙打 | 格蕾絲·金       | 亞軍   |
| 2017年 | 冰島羽毛球國際賽     | 國際系列賽 | 混合雙打 | 史蒂文·斯托伍德 | 亞軍   |
| 2017年 | 歐洲青年羽毛球錦標賽 | 其他       | 混合團體 | －              | 季軍   |
| 2019年 | 威爾斯羽毛球國際賽   | 國際系列賽 | 女子雙打 | Freya Redfearn  | 亞軍   |
| 2019年 | 威爾斯羽毛球國際賽   | 國際系列賽 | 混合雙打 | 馬修·克萊爾     | 亞軍   |
| 2022年 | 盧森堡羽毛球公開賽   | 國際系列賽 | 女子雙打 | Abbygael Harris | 冠軍   |
| 2022年 | 匈牙利羽毛球國際賽   | 國際系列賽 | 女子雙打 | 丽兹·托尔曼     | 亞軍   |
| 2022年 | 匈牙利羽毛球國際賽   | 國際系列賽 | 混合雙打 | 史蒂文·斯托伍德 | 亞軍   |
| 2023年 | 葡萄牙羽毛球國際賽   | 國際系列賽 | 混合雙打 | 史蒂文·斯托伍德 | 準決賽 |
| 2023年 | 波蘭羽毛球公開賽     | 國際挑戰賽 | 混合雙打 | 史蒂文·斯托伍德 | 準決賽 |

| 2007-2017年 | 首要超級賽 | 超級賽 | 黃金大獎賽 | 大獎賽 | 國際挑戰賽 | 國際系列賽 | 未來系列賽 | 其他 |

| 2018-2026年 | 總決賽 | 超級1000賽 | 超級750賽 | 超級500賽 | 超級300賽 | 超級100賽 | 國際挑戰賽 | 國際系列賽 | 未來系列賽 | 其他 |